# (1685) Toro
Pour les articles homonymes, voir Toro.
(1685) Toro, désigné provisoirement 1948 OA, est un astéroïde aux caractéristiques excentriques d'environ 4 kilomètres de diamètre et classé comme objet géocroiseur. Il est également qualifié d'astéroïde Apollon, un sous-groupe parmi les astéroïdes qui croisent l'orbite de la Terre. Il a été découvert par l'astronome américain Carl Alvar Wirtanen à l'observatoire Lick au mont Hamilton, en Californie, le 17 juillet 1948.
L'astéroïde complète son orbite autour du Soleil une fois tous les 1,60 ans (584 jours) à une distance de 0,8-2,0 UA. Son orbite montre une très forte excentricité de 0,44 et est inclinée de 9 degrés par rapport au plan de l'écliptique. L'astéroïde rocheux de type S a été analysé comme composé de chondrites L avec un albédo géométrique élevé dans l’éventail de valeurs allant de 0,24 à 0,34. Il a une période de rotation mesurée précisément de 10,2 heures.
Son orbite montre également une résonance 5:8 avec la Terre et une résonance proche de 5:13 avec Vénus. C'est également le troisième astéroïde Apollon à avoir été découvert. Sa résonance actuelle avec la Terre ne durera que quelques milliers d'années. Les calculs montrent que Toro quittera cette résonance en 2960 et qu'il entrera dans la zone de résonance précise de 5:13 avec Vénus en 3470. La distance de l'astéroïde à l'orbite terrestre va aller en grandissant et celle à l'orbite de Vénus deviendra moindre. Une étude de la stabilité orbitale à long terme de Toro montre qu'en raison des approches de l'astéroïde avec la planète Mars, les résonances alternatives seront possiblement remises en question d'ici trois millions d'années.
En se basant sur ses trajectoires orbitales, il a été établi que Toro est le meilleur candidat pour être la source de la météorite de Sylacauga, la première météorite à avoir été caractérisée et qui frappa un être humain, Mme Ann Hodges de Sylacauga, en Alabama le 30 novembre 1954. La distance minimale d'intersection entre Toro et l'orbite de la Terre est de 0,0509 UA (soit 7,610,000 km ; 4.730.000 mi ), ce qui est juste au-dessus de la valeur de 0,05 UA, distance maximale pour qu'un corps ne soit répertorié comme un objet potentiellement dangereux. Avec une incertitude orbitale de 0, son orbite et ses approches futures les plus extrêmes sont bien déterminées.
Cette planète mineure a été nommée d'après le nom de jeune fille de Betulia Herrick, épouse de l'astronome américain Samuel Herrick (en). Herrick avait étudié l'orbite de l'astéroïde, et a proposé le nom de l'astéroïde en même temps qu'un autre : (1580) Betulia. Il s'agit d'une exception aux recommandations du Centre des planètes mineures qui précisent que deux objets d'une même catégorie ne peuvent pas porter le nom de la même personne.